# ダニエル・アルザニ
- ダニエル・アルザーニ
- ダニエル・アルザニー

ダニエル・アルザニ（Daniel Arzani ,  1999年1月4日 - ）は、イラン・ロレスターン州ホッラマーバード出身、オーストラリア・ニューサウスウェールズ州シドニー育ちのプロサッカー選手。ポジションはFW、MF。

## 経歴

### クラブ
2015年にシドニーFCのユースチームに入団。翌2016年にメルボルン・シティFCに移籍し、2016-17シーズンにリザーブリーグでプロデビューし、同シーズンにトップチームデビュー。2017-18シーズンの18年1月にプロ初アシストにプロ初ゴールを立て続けに決めるなど、1月の月間最優秀選手に選出され、有望株として注目される。4月には同シーズンの最優秀若手選手賞を受賞。シーズンのベストイレブンの候補にも挙げられた。
2018年8月9日、マンチェスター・シティFCへ完全移籍。8月17日、2シーズンローンでセルティックFCに加入。
2020年8月7日、オランダのFCユトレヒトに期限付き移籍。しかし、2021年1月26日にユトレヒトを退団し、デンマークのオーフスGFに期限付き移籍することが発表された。
2021年8月19日、1シーズンローンでシティ・フットボール・グループ傘下のクラブであるベルギーのロンメルSKに加入。
2022年7月26日、マッカーサーFCに移籍した。
2023年7月9日、メルボルン・ビクトリーに移籍した。
2025年6月13日、フェレンツヴァーロシュTCに移籍した。

### 代表
2014年からユース世代のオーストラリア代表に招集され、2014年のAFC U-16選手権2014と2015年の2015 FIFA U-17ワールドカップに出場。イラン出身ということもあり、イラン代表監督のカルロス・ケイロスが、アルザニを同国代表への招集を検討しているとされていたが、アルザニは2018年2月にオーストラリア代表入りを目指すことを宣言。6月1日の親善試合のチェコ戦でフル代表デビュー。3日に2018 FIFAワールドカップのメンバーに選出され、同大会の最年少選手として注目された。

## 家族
- 両親はイラン人で、7歳の時にオーストラリアに移住してきた。

## 代表歴

### 出場大会
- オーストラリア代表
  - 2018 FIFAワールドカップ

### 試合数
- 国際Aマッチ 10試合 1得点（2018年-）[16]

| オーストラリア代表 | 国際Aマッチ | 国際Aマッチ |
| 年                 | 出場        | 得点        |
| ------------------ | ----------- | ----------- |
| 2018               | 6           | 1           |
| 2019               | 0           | 0           |
| 2020               | 0           | 0           |
| 2021               | 0           | 0           |
| 2022               | 0           | 0           |
| 2023               | 0           | 0           |
| 2024               | 1           | 0           |
| 2025               | 3           | 0           |
| 通算               | 10          | 1           |